# Pere Gomila
 (décembre 2022).
Si vous disposez d'ouvrages ou d'articles de référence ou si vous connaissez des sites web de qualité traitant du thème abordé ici, merci de compléter l'article en donnant les références utiles à sa vérifiabilité et en les liant à la section « Notes et références ».
Pere Gomila Bassa est un poète minorquin d'expression catalane, né à Alaior le 12 avril 1954.

## Vie et œuvre
Fils du poète Arcadi Gomila qui l'initie à la culture dès son plus jeune âge, Pere Gomila naît le 12 avril 1954 à Alaior, ville à laquelle il restera intimement lié. Autodidacte, il participe de plain pied à la transition et à la démocratie naissante en cultivant une esthétique plurielle et volontiers collective. En 1977, il est l'un des organisateurs du groupe Es Mussols (les hiboux) qui, sous l'impulsion du poète Jordi Vivet, combinera poésie et peinture dans de surprenants « montages » qui ajoutent à l'expressivité du happening la chaleur du bien vivre ensemble. 

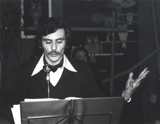
Pere Gomila a l'època d'Es Mussols

« Traginada » (plafond) est la seconde aventure humaine à laquelle il prend part dans le dessein de donner un nouveau souffle à la musique populaire minorquine avec des instruments et un arrangement modernes. 

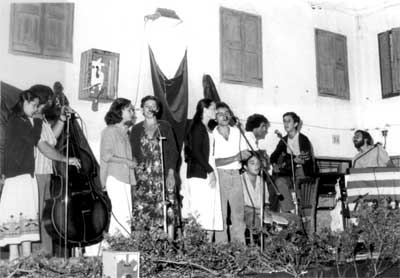
Traginada

Un premier recueil publié en 1978, Regió afòtica (zone aphotique), est une métaphore filée de l'amour, amour triple de l'amante, de la terre et de l'île, dans une langue ciselée.
Deux ans plus tard, Pere Gomila s'essaie à un genre oriental en vogue en Catalogne depuis Carles Riba, le tanka, dans une entreprise singulière - menée sous la houlette de Victor Compta - d'illustration de photos en noir et blanc, dans un livre-coffret publié par la revue Druïda et aujourd'hui introuvable, quoique réédité, amputé des photographies, en 2000 dans la collection Petit Format des éditions de l'Institut Minorquin d'Études. Il cultivera l'autre forme brève japonaise, le haïku, pour légender les tableaux de Marcel Villier Ribas dans Arquitectura i paisatge de Menorca.
En 1984, il publie Cristalls (Verres) où il donne une image du monde d'essence cœnesthésique dans des combinaisons poétiques rythmées portées par un savant jeu d'anaphores et d'isolexismes.
En 1992, Els colors de l'edat (Les couleurs de l'âge), recueil de la maturité, synthétise, jusqu'à les épurer, sentiments et souvenirs dans une langue ductile et ramassée.
Également journaliste et blogueur, Pere Gomila milite en faveur de la culture minorquine, qu'il défend notamment au sein de la section de langue et littérature de l'Institut d'Études Minorquines.
Il est, depuis 2004, l'un des organisateurs du festival Illanvers qui prolonge l'expérience des Mussols en la faisant entrer dans le troisième millénaire.
En avril 2011, Pere Gomila est l'invité d'honneur de « Poésie dans la ville » organisé par la station balnéaire de Valras Plage (Hérault, France), preuve que le renom de ce poète discret à la langue riche et claire a dépassé les frontières de Minorque et des Pays Catalans.

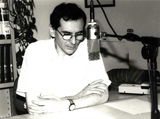
Pere Gomila à la radio en 1996

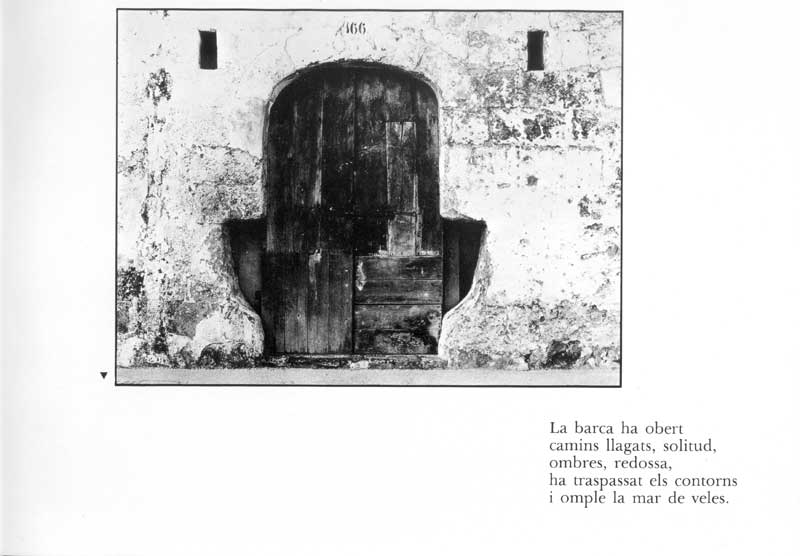
Tanka

### Œuvres de Pere Gomila
- Regió afòtica, Palma de Majorque : editorial Moll, 1978.
- Cristalls, Ciutadella : Xibau, 1984.
- Els colors de l'edat, Mahon : Quaderns Xibau, 5, IME, 1992.
- Tannkas, Mahon : Druïda, 1980 ; coll. Petit Format, IME, 2000 (2e éd.).
- Marcel Villier Ribas Arquitectura i paisatge de Menorca, Barcelone : Triangle, 2006 (pour les haïkus).

### Études sur Pere Gomila et son œuvre
- Josep Albertí, « Alguns esdeveniments a la poesia de les Illes », Barcelone : Serra d'Or, no 237, juin 1979, p. 39-40.
- Michel Bourret, « Le goût de l'infime : Tannkas de Pere Gomila », in BOURRET Michel (coord), Mélanges offerts au Professeur Christian Camps, Péronnas : Les Éditions de la Tour Gile, 2009, p. 83-93.
- Francesc Florit : « Xibau: història d'uns quaderns de poesia », Mahon : Revista de Menorca,1er trimestre 1990, p. 92-95.
- Joan F López Casanovas, « La literatura catalana a Menorca », Manresa : Faig, no 5, décembre 1976.
- Joan F López Casanovas, « Tots els éssers. Poetes de Menorca pels drets humans », Palma de Majorque : Diari de Balears, 4 mai 2007.
- Ponç Pons et Maria Payera Grau, « Poesía menorquina actual », Santa Cruz de Tenerife : La Página, no 40, printemps 2000, p. 77-79.